# Koksilah Ridge
Koksilah Ridge är en ås i Kanada.   Den ligger i provinsen British Columbia, i den sydvästra delen av landet, 3 600 km väster om huvudstaden Ottawa. Koksilah Ridge ligger vid sjön Lois Lake.
I omgivningarna runt Koksilah Ridge växer i huvudsak barrskog. Runt Koksilah Ridge är det ganska glesbefolkat, med 38 invånare per kvadratkilometer.